# Porte-Joie
Porte-Joie is een plaats en voormalige gemeente in het Franse departement Eure (regio Normandië) en telt 119 inwoners (2009). De plaats maakt deel uit van het arrondissement Les Andelys.
Op 1 januari 2018 fuseerde de gemeente met Tournedos-sur-Seine tot de commune nouvelle Porte-de-Seine, waarvan Porte-Joie de hoofdplaats werd.

## Geografie
De oppervlakte van Porte-Joie bedraagt 5,8 km², de bevolkingsdichtheid is dus 20,5 inwoners per km².
De onderstaande kaart toont de ligging van Porte-Joie met de belangrijkste infrastructuur en aangrenzende gemeenten.

## Demografie
Onderstaande figuur toont het verloop van het inwonertal (bron: INSEE-tellingen).